# Yingde
Yingde, även romaniserat Yingtak, är en stad på häradsnivå i Qingyuans stad på prefekturnivå i provinsen Guangdong i sydöstra Kina.  Den ligger omkring 120 kilometer norr om provinshuvudstaden Guangzhou.
Yingde är indelat i ett stadsdelsdistrikt och 23 köpingar.
Stadsdelsdistrikt (jiedao):

- Yingcheng (英城街道)

Köpingar (zhen):

- Baisha (白沙镇)
- Boluo (波罗镇)
- Dadong (大洞镇)
- Dawan (大湾镇)
- Dazhan (大站镇)
- Donghua (东华镇)
- Hanguang (浛洸镇)
- Hengshishui (横石水镇)
- Hengshitang (横石塘镇)
- Huanghua (黄花镇)
- Jiulong (九龙镇)
- Lianjiangkou (连江口镇)
- Lixi (黎溪镇)
- Qiaotou (桥头镇)
- Qingtang (青塘镇)
- Shakou (沙口镇)
- Shigutang (石牯塘镇)
- Shihuipu (石灰铺镇)
- Shuibian (水边镇)
- Wangbu (望埠镇)
- Xiashitai (下石太镇)
- Xiniu (西牛镇)
- Yinghong (英红镇)